# Robert Grimm
Robert Grimm (16 de abril de 1881 – 8 de marzo de 1958) fue un político socialista suizo y presidente del Consejo Nacional de Suiza.

## Biografía
Grimm fue un destacado miembro del Partido Socialista Suizo y se opuso a la Primera Guerra Mundial. Trabajó estrechamente con el movimiento comunista mundial tras el colapso de la Segunda Internacional. Robert Grimm se convirtió en un destacado miembro del Movimiento de Zimmerwald y fue presidente del Comité de la Internacional Socialista de Zimmerwald en Berna desde 1915 a 1917, trabajó estrechamente con Lenin.
Cuestionó seriamente la neutralidad Suiza durante la Primera Guerra Mundial. Cuando la guerra llegó a su fin, hizo un llamado a una huelga nacional con el fin de provocar una revolución en la propia Suiza. Sus asociados bolcheviques fueron expulsados y la huelga terminó cuando Grimm se dio cuenta de que el país no estaba listo para una revolución.
Durante la huelga algunos de sus compañeros más moderados enviaron al gobierno una lista de peticiones, incluyendo un Salario mínimo, semanas laborales de 48 horas, un sistema de pensiones y el sufragio femenino. Muchas de las demandas fueron garantizas durante las décadas siguientes a la Segunda Guerra Mundial.
Grimm se reincorporó a la Unión de Partidos Socialistas para la Acción Internacional y el Movimiento Social Democrático algo después del fin de la guerra.